# Хмелевское сельское поселение (Голышмановский район)
Хмелевское се́льское поселе́ние — упразднённое муниципальное образование в Голышмановском районе Тюменской области Российской Федерации.
Административный центр — деревня Новая Хмелевка.

## История
Статус и границы сельского поселения установлены Законом Тюменской области от 5 ноября 2004 года № 263 «Об установлении границ муниципальных образований Тюменской области и наделении их статусом муниципального района, городского округа и сельского поселения».

## Население
| 2010 | 2011 | 2012 | 2013 | 2014 | 2015 | 2016 |
| ---- | ---- | ---- | ---- | ---- | ---- | ---- |
| 471  | ↘470 | ↘454 | ↘435 | ↘422 | ↘414 | ↘405 |
| 2017 | 2018 | 2019 |      |      |      |      |
| →405 | ↘403 | →403 |      |      |      |      |

## Состав сельского поселения
| № | Населённый пункт | Тип населённого пункта          | Население |
| - | ---------------- | ------------------------------- | --------- |
| 1 | Комсомольский    | посёлок                         | 122       |
| 2 | Новая Хмелевка   | деревня, административный центр | 292       |
| 3 | Хмелевка         | деревня                         | 57        |